# Gigi Galli
Gianluigi "Gigi" Galli (Livigno, 13 januari 1973) is een Italiaans voormalig rallyrijder. Hij is actief geweest in het wereldkampioenschap rally voor het fabrieksteam van Mitsubishi en Stobart Ford, met wie hij in het 2008 seizoen voor het laatst reed in het WK.

## Carrière
Gianluigi Galli, beter bekend als Gigi Galli, debuteerde in 1994 in de rallysport. Vier jaar later maakte hij in San Remo zijn eerste opwachting in het wereldkampioenschap rally. Hij was hierin met verschillend materiaal actief en reed in 2002 ook een seizoen in het Junior World Rally Championship met een Fiat Punto S1600. De betere resultaten kwamen er echter achter het stuur van een Groep N-Mitsubishi Lancer Evolution.

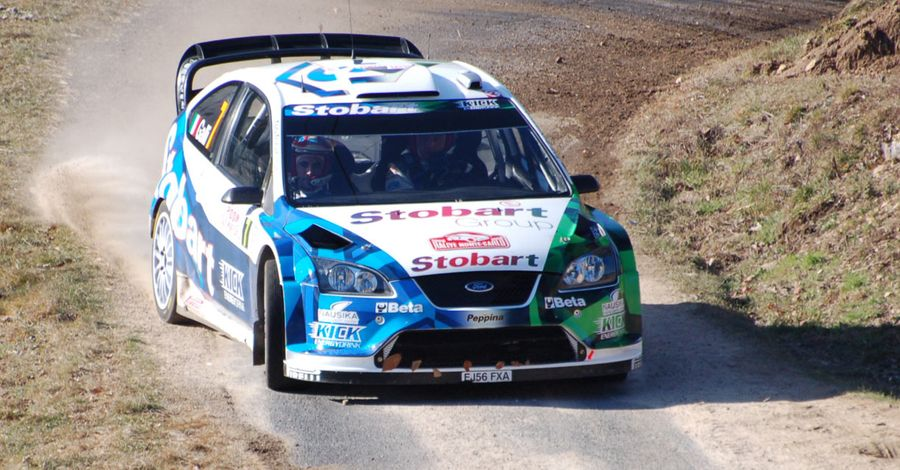
Galli actief voor Stobart Ford tijdens de Rally van Monte Carlo in 2008

In het 2004 seizoen werd Galli onderdeel van het fabrieksteam van Mitsubishi, die na een korte sabbatical dat jaar met een geheel nieuwe versie van de Lancer WRC terugkeerden in het WK rally. Naast kopman Gilles Panizzi, wisselden Galli en teamgenoten Daniel Solà en Kristian Sohlberg het tweede zitje binnen het team af in geselecteerde evenementen. Galli reed met de Groep N Lancer nog naar zijn eerste WK-punten toe in Sardinië, waar hij een spectaculaire zesde plaats behaalde. In Catalonië greep hij met een zevende plaats voor het eerst naar punten toe met de WRC-versie van de Lancer. In 2005 werd Harri Rovanperä aangetrokken als kopman bij Mitsubishi, en deelde Galli in eerste instantie het tweede zitje met Panizzi. Galli genoot echter al snel van de voorkeur en reed gedurende het seizoen met regelmaat naar punten scorende resultaten toe (waaronder twee keer binnen de top vijf). Mitsubishi beëindigde echter alle fabrieksteun na afloop van het seizoen, waardoor Galli voor 2006 als privé-rijder actief was met de Lancer WRC. Daarmee reed hij nog naar een vierde plaats toe in Zweden, waar hij ook lange tijd in stelling was om het podium te kunnen eindigen. Met steun van bandenfabrikant Pirelli, stapte hij later dat seizoen over naar een Peugeot 307 WRC, en greep met deze auto in Argentinië naar zijn eerste podium resultaat toe, eindigend als derde. In 2007 reed hij vervolgens een drietal WK-rally's met een Citroën Xsara WRC, maar grote resultaten bleven hiermee uit.
Galli keerde in het 2008 seizoen echter weer volledig terug in het WK rally, nadat hij in december 2007 tot een overeenkomst was gekomen met Stobart Ford, wat destijds fungeerde als het satelliet team van Ford en eveneens onder preparatie stond van M-Sport. Als kopman van het team reed hij tijdens zijn debuut met de Ford Focus RS WRC naar een zesde plaats toe in Monte Carlo. Hij vervolgde dit met een sterk optreden in Zweden, waar hij achter de fabrieksingeschreven Ford's van Jari-Matti Latvala en Mikko Hirvonen een derde plek afdwong en daarmee voor de tweede keer in zijn WK-carrière het podium betrad. Resultaten waarin hij punten op zijn naam schreef werden vervolgd met een wat ongelukkige reeks aan DNF's, welke zijn climax bereikte tijdens de WK-ronde van Duitsland, waar hij op een van de klassementsproeven verongelukte en daarbij zijn linker dijbeen brak. Galli zou vijf maanden uit de roulatie blijven en moest daarom het restant van het seizoen missen. Uiteindelijk keerde hij in 2009 niet meer terug in het WK.
In recente jaren heeft Galli een paar keer deelgenomen aan rondes van het wereldkampioenschap rallycross.

## Complete resultaten in het wereldkampioenschap rally
| Seizoen | Inschrijving                       | Auto                         | 1       | 2      | 3       | 4       | 5       | 6       | 7       | 8       | 9       | 10      | 11      | 12      | 13      | 14      | 15    | 16      | Pos. | Punten |
| ------- | ---------------------------------- | ---------------------------- | ------- | ------ | ------- | ------- | ------- | ------- | ------- | ------- | ------- | ------- | ------- | ------- | ------- | ------- | ----- | ------- | ---- | ------ |
| 1998    | Ralliart Italia                    | Mitsubishi Carisma GT        | MON     | ZWE    | KEN     | POR     | SPA     | FRA     | ARG     | GRI     | NZL     | FIN     | ITA 19  | AUS     | GBR     |         |       |         | –    | 0      |
| 1999    | Gianluigi Galli                    | Mitsubishi Carisma GT        | MON     | ZWE 23 | KEN     | POR DNF |         |         |         |         |         | FIN 25  | CHN     | ITA 22  | AUS     | GBR     |       |         | –    | 0      |
| 1999    | Gianluigi Galli                    | Mitsubishi Carisma GT Evo V  |         |        |         |         | SPA DNF |         |         |         |         |         |         |         |         |         |       |         | –    | 0      |
| 1999    | Gianluigi Galli                    | Mitsubishi Carisma GT Evo VI |         |        |         |         |         | FRA DNF | ARG     | GRI     | NZL     |         |         |         |         |         |       |         | –    | 0      |
| 2000    | Vieffe Corse                       | Mitsubishi Lancer Evo V      | MON 12  | ZWE 26 | KEN     | POR DNF | SPA     | ARG     | GRI     | NZL     |         |         |         |         |         |         |       |         | –    | 0      |
| 2000    | Gianluigi Galli                    | Mitsubishi Lancer Evo V      |         |        |         |         |         |         |         |         | FIN 27  | CYP     |         |         |         |         |       |         | –    | 0      |
| 2000    | Gianluigi Galli                    | Mitsubishi Lancer Evo VI     |         |        |         |         |         |         |         |         |         |         | FRA DNF |         |         |         |       |         | –    | 0      |
| 2000    | Vieffe Corse                       | Mitsubishi Lancer Evo VI     |         |        |         |         |         |         |         |         |         |         |         | ITA 22  | AUS     | GBR     |       |         | –    | 0      |
| 2001    | Gianluigi Galli                    | Mitsubishi Lancer Evo VI     | MON DNF | ZWE    | POR     | SPA     | ARG     | CYP     | GRI     | KEN     | FIN DNF | NZL     | ITA     | FRA     | AUS     | GBR     |       |         | –    | 0      |
| 2002    | Gianluigi Galli                    | Fiat Punto S1600             | MON DNF | ZWE    | FRA     | SPA 23  | CYP     | ARG     | GRI DNF | KEN     | FIN     | DUI DNF | ITA 19  | NZL     | AUS     | GBR     |       |         | –    | 0      |
| 2003    | Gianluigi Galli                    | Mitsubishi Lancer Evo VII    | MON     | ZWE 22 | TUR     | NZL     | ARG     | GRI     | CYP     | DUI     | FIN 21  | AUS     | ITA     | FRA DNF | SPA     | GBR     |       |         | –    | 0      |
| 2004    | Mitsubishi Motors Motorsports      | Mitsubishi Lancer WRC 04     | MON DNF |        | MEX DNF |         |         |         | TUR 10  |         |         |         |         |         |         |         | SPA 7 |         | 15   | 5      |
| 2004    | Gianluigi Galli                    | Mitsubishi Lancer Evo VII    |         | ZWE 24 |         | NZL DNF | CYP     | GRI     |         | ARG DNF | FIN 14  |         |         |         |         | FRA DNF |       | AUS DNF | 15   | 5      |
| 2004    | Gianluigi Galli                    | Mitsubishi Lancer Evo VIII   |         |        |         |         |         |         |         |         |         | DUI DNF | JPN     | GBR     | ITA 6   |         |       |         | 15   | 5      |
| 2005    | Mitsubishi Motors Motorsports      | Mitsubishi Lancer WRC 05     | MON     | ZWE 7  | MEX     | NZL 8   | ITA DNF | CYP     | TUR 8   | GRI 7   | ARG DNF | FIN DNF | DUI 5   | GBR 13  | JPN DNF | FRA 9   | SPA 5 | AUS DNF | 11   | 14     |
| 2006    | Gianluigi Galli                    | Mitsubishi Lancer WRC 05     | MON DNF | ZWE 4  | MEX     | SPA     |         |         |         |         |         |         |         |         |         |         |       |         | 11   | 15     |
| 2006    | Gianluigi Galli                    | Peugeot 307 WRC              |         |        |         |         | FRA 9   | ARG 3   | ITA DNF | GRI     | DUI     | FIN 5   | JPN     | CYP     | TUR     | NZL     | AUS   | GBR     | 11   | 15     |
| 2007    | Gianluigi Galli                    | Citroën Xsara WRC            | MON     | ZWE 13 | NOO 6   | MEX     |         |         |         |         |         |         |         |         |         |         |       |         | 15   | 5      |
| 2007    | Aimont Racing Team                 | Citroën Xsara WRC            |         |        |         |         | POR 7   | ARG     | ITA     | GRI     | FIN     | DUI     | NZL     | SPA     | FRA     | JPN     | IER   | GBR     | 15   | 5      |
| 2008    | Stobart VK M-Sport Ford Rally Team | Ford Focus RS WRC 07         | MON 6   | ZWE 3  | MEX DNF | ARG 7   | JOR 8   | ITA 4   | GRI DNF | TUR DNF | FIN DNF | DUI DNF | NZL     | SPA     | FRA     | JPN     | GBR   |         | 9    | 17     |